# Fața verde
Fața verde (în germană Das grüne Gesicht) este un roman din 1916 al scriitorului austriac Gustav Meyrink.
Acțiunea romanului are loc în Amsterdam și începe cu un străin care vizitează un magazin de magie ciudat, în care se află o serie de clienți neobișnuiți. Unul are o față verde, care îl îngrozește și îl bântuie pe străin, astfel încât acesta încearcă să-l găsească.
La fel ca lucrarea sa anterioară, Golemul, cartea folosește tropul evreului rătăcitor.